# Квапель, Лина Генриховна
Лина Генриховна Квапель (8 июня 1910 год, Керчь — 16 сентября 1973 год, Судак) — звеньевая виноградарского совхоза «Судак» Министерства промышленности продовольственных товаров СССР, Судакский район Крымской области. Герой Социалистического Труда (1955).

## Биография
Родилась в 1910 году в городе Керчь в эстонской семье. После Великой Отечественной войны трудилась в совхозе «Судак» Судакского района. Участвовала в совхозном движении «одногектарников», которое предполагало обслуживание одного гектара виноградника силами одного рабочего в течение годового цикла работ. В 1953 году окончила заочные трёхлетние агрономические курсы. Позднее возглавляла звено по выращиванию винограда.
В 1954 году звено Лины Квапель перевыполнило план, собрав в среднем около 200 центнеров винограда с каждого гектара. Указом Президиума Верховного Совета СССР от 22 февраля 1955 года удостоена звания Героя Социалистического Труда с вручением ордена Ленина и золотой медали «Серп и Молот».
В 1965 году вышла на пенсию. Проживала в городе Судак, где скончалась в 1973 году. Похоронена на городском Новом кладбище.